# Right to Remain Violent
Right to Remain Violent es un EP de Murderdolls, lanzado en el 2002 bajo el sello Roadrunner Records. Este fue lanzado para promocionar su próximo álbum "Beyond the Valley of the Murderdolls". Las tres canciones fueron incluidas en su próximo álbum.

## Lista de canciones
1. "Dead In Hollywood" – 2:49
2. "Twist My Sister" – 2:06
3. "Let's Go To War" – 3:23

## Créditos
- Wednesday 13 - vocalista
- Joey Jordison - guitarra, coros
- Tripp Eisen - guitarra, coros
- Eric Griffin - bajo
- Ben Graves - batería

- Datos: Q1774201